# Everything That Rises Must Converge
Everything That Rises Must Converge er det andet studiealbum fra den danske punkrockgruppe Sort Sol. Det udkom i 1987 på Medley Records.

## Spor
1. "Ode To Billie Joe" - 7:04
2. "A Knife For The Ladies" - 2:47
3. "Shapes Of Summer" - 3:20
4. "Abyss Revisited" - 3:05
5. "Angelus Novus" - 2:00
6. "Fire Engine" - 3:16
7. "Searching Down The Block" - 3:31
8. "Midget Finger" - 4:43
9. "Pinocchio Loose" - 3:22
10. "Maguerita" - 2:20